# Days of Memories 2 〜僕の一番大切な君へ〜
『Days of Memories 2 〜僕の一番大切な君へ〜』（デイズ オブ メモリーズ 2 ぼくのいちばんたいせつなきみへ）は、2006年2月1日にSNKプレイモアが携帯端末向けに配信開始した恋愛シミュレーションゲーム『Days of Memories』シリーズの第2作である。
2007年6月14日発売のニンテンドーDS用ソフト『Days of Memories』にも3タイトルの1つとして収録されている。

## ストーリー
物語は200X年、夏の江坂。
主人公（プレイヤー、デフォルト名は「天樹優」）は私立清嶺大学の3回生、そろそろ進路を決めなければいけないと焦りだしている。そんな主人公を周りを賑わす可憐な女性たち。
同じゼミで努力家、主人公と仲の良い巳沢雫。主人公を慕い家事に勤しみながら高校に通う義妹の双葉ほたる。ほたるの先輩で主人公をからかうのが好きな幼馴染、キサラ・ウエストフィールド。
大学での主人公の先輩であり何かと頼りになる神楽ちづる。大人の色気を醸し出す大学長の秘書のマチュア。
メカ好きでみんなと親しいフィオリーナ・ジェルミ。目的はわからないが優しさがにじみ出ている女探偵ブルー・マリー。
主人公は自分の将来を案じつつ彼女たちと夏を過ごしていくことになる。彼らは果たしていったいどうなるのだろうか。

## 概要
前作のキャラクターは一部を除いてほとんどが出てこないが、今回はゲーニッツをはじめオロチ四天王八傑集の多くが登場しているので、これによりオロチルートでは彼らに関する物語を楽しむことができる。他にもルガール・バーンシュタインやアッシュ・クリムゾンも登場。
オロチルートで選択肢を間違えるとシェルミーと共に暮らしているエンディングが描かれるが、これは主人公もしくは世界が狂気に侵されたエンディングであり、日常に戻ることのないシリーズでも稀有なエンディングである。
隠しヒロインは前作のヒロインでもあった麻宮アテナ。ゲームダウンロードの数週間後に攻略可能になるタイムリリースキャラクターであった。
基本システムは前作と同様である。主人公の名前は任意（デフォルトは天樹優）。
2007年6月14日には本作とシリーズの他2作が収録されたニンテンドーDS用ソフト『Days of Memories』が発売されている。

## 登場人物

### メインキャラクター
巳沢雫（みさわ しずく）
21歳。私立清嶺大学の3回生で主人公とは同じゼミ。成績優秀、容姿端麗で学内での人気は高いが本人はいくつかのアルバイトを掛け持ちするなど、意外に苦学生である。怒らせても怒ったようには見えず笑顔を振りまく少し恐ろしい女性。主人公には想いを寄せていたが彼自身は気づいていなかった。
オロチルートの彼女はオロチの依り代とされ、神父・ゲーニッツにより封印を解除され、街を狂気と化した街へと変貌させる。
本来のルートでは大学長の養子となることを決意。本当の幸せを見誤り、あまり知らぬ人間と結婚しようとしたが主人公の決死の説得で思いとどまる。
双葉ほたる（ふたば ほたる）
16歳。私立清嶺高校の1年生で主人公の義理の妹。6年前に両親と死別、唯一の肉親である兄は行方不明になってしまい、その後は主人公の家に引き取られた。現在は高校に通うため主人公の家で二人暮らし。主人公をとても慕っている優しい子であり、家事のほとんどを担当している。動物に好かれやすく、ペットのイトカツとは大の仲良しである。
以前から主人公には兄としてだけではなく別の好意を抱いていたが、偶然にも街中で実の兄を発見。何も告げず会いに行ってしまったことで主人公に勘違いされ、拒絶されてしまう。ほたるは家出してしまうが追いかけてきた主人公が自分への想いを告げてくれたおかげで相思相愛となる。
キサラ・ウェストフィールド
17歳。私立清嶺学園3年A組で明るい性格で学内外問わず人気者である。しかも、成績優秀で運動神経抜群の上で生徒会長も務める超優等生でもある。主人公とほたるとは、幼馴染でよく一緒に遊びに行っている。意外にも約束事には敏感。
主人公と交わした約束をキサラはずっと胸に秘めていたが、彼が大事な約束について忘れていることに失望し、落胆してしまう。そんな主人公に別の男性と居る場面を目撃させたりする等して焦らし作戦もしている。その後は主人公と仲直りし付き合うことになるが、学内で無理矢理腕を組んだりするなどゾッコンぶりを見せ付けている。
詳しいデータは痛快GANGAN行進曲を参照。
フィオリーナ・ジェルミ
20歳。同い年なのになぜか敬語で話す、イタリア・ジェノバ出身の清嶺大学留学生。
主人公と雫とは、同じゼミで工作部に所属している工作好き。おっちょこちょいな性格でドジが絶えず、発明品をつくっては周囲をヒヤヒヤさせている。
詳しいデータはフィオ・ジェルミの項を参照。
神楽ちづる（かぐら ちづる）
25歳。清嶺大学の大学院生。神楽神社の巫女を勤めている。
落ち着いた物腰と気品のある態度で誰からも頼られる性格だが、どこか間抜けなところがある。
ペットの文鳥、チーちゃんを可愛がり、愛車の大型バイクで通学している。現在は、神社で行われる夏祭りの準備に多忙な日々を送っている。
オロチルートにて三種の神器の末裔である彼女は巳沢雫を救おうとする主人公を手助けし、扉を開いて彼を雫の元へ行かせた。
ブルー・マリー
25歳。女探偵のようなもので、イングリッシュポインターのアントニオ（通称アントン）という犬を連れている。江坂にて何かを調査しているようだが、主人公が仕事に関わろうとすると厳しく拒否する。普段は気さくな、強さと優しさを合わせ持つ大人の女性である。
主人公が執拗に関わろうとするのを拒否するが、次第に彼の姿勢に心惹かれていく。目的のものが清嶺大学にあると知り、大学周辺を探っていたが、黒幕たる人物の策略によって終わりかと思われたが主人公によって事無きを得る。主人公と生死を共にしたマリーは彼の想いを受け入れ、恋人同士となる。
マチュア
年齢不詳。清嶺大学の学長の秘書。業務をサポートし、学生達のレポートの管理も行っている。
妖艶な肢体と美貌で学生を魅了する一方、苦心のレポートを紙屑にして投げ捨てることから「風に散る花びら」の異名で恐れられている。同じ秘書のバイスはルームメイトでもある。度々、遊び半分でバイスと共に主人公をからかっている。
提出されたレポートの出来から主人公の能力を高く評価（ただし、レポートは普段の癖から紙屑にしてしまう）し、彼に清嶺学園のスキャンダル解決に協力して欲しいと頼む。
オロチルートではバイスと共に主人公に説得され、ゲーニッツの計画から離反。さらに好感度を上げた状態だと「（主人公に）興味を持った」と言いバイスと共に一族に反旗を翻し、七枷社と対峙する。
麻宮アテナ（あさみや アテナ）
21歳。前作に引き続き仕事を続けている売れっ子人気アイドル。前作の主人公とは恋人であったものの別れてしまったという設定になっている。偶然、昔のクラスメイト（主人公）に会ったアテナは彼と何度か会うようになり、彼を好きになっていく。だがマスコミや周囲の目が原因で以前の恋人と別れることになってしまったアテナは繰り返したくはないと考え、主人公にもう会わないほうがいいと切り出す。
SNKプレイモアの携帯サイトで配信されているネオジオステーションmobileにて、前作の主人公と別れた本当の理由と、その後は主人公と共に幸せを掴んだことが明らかにされる。
特定の選択肢を選ばない限り全く登場しない隠しヒロインである。

### サブキャラクター
草薙京（くさなぎ きょう）
主人公の先輩で頼りがいのある男。清嶺高校の3年A組担任で国語教師。事あるごとにB組担任の庵と張り合っている。
オロチルートでは協力を拒んだが主人公の雫への思いに動かされ、主人公を奥の扉へ行かせた後はシェルミー（又はゲーニッツ）と対峙する。
八神庵（やがみ いおり）
主人公の先輩で実力主義。清嶺高校の3年B組担任で数学教師。A組担任の京とは学生時代から張り合っており、目の敵にしている。バンドを結成しライブハウス「NESTS」でライブを行っているが、ライブそっちのけで暴れることが多い（ただし観客への受けは良い）。
オロチルートでは協力を頑として拒否するも、主人公の説得により窮地に追い込まれた彼の前に現れ、彼を奥の扉へと行かせた後は七枷社（またはシェルミー）と対峙する。
ルガール学長
清嶺大学学長を務める一見紳士な男性。不正を行う犯罪者であったり、生徒を救うため敵に立ち向かう等、各ヒロインの物語毎に明らかに人物が異なる。趣味がコロコロ変わるらしく、以前は「黒豹を飼いたい」と言い出したかと思えば、今は格闘家の銅像集めをする等、元来趣味は良くないらしい。オロチルートでは『KOF』シリーズでのお約束どおりに爆発する（生死は不明）。
ゲーニッツ先生
主人公達が専攻している民俗学の教諭。ルガール学長を失脚させ、自ら学長になろうとしたり、オロチルートでオロチを目覚めさせようとしたり、本作の悪役的人物。レポートが進まない主人公に対し「留年して、学校生活をもう一年楽しむのも良いかもしれません」ときついジョークをかます。
バイス
マチュアのルームメイトで大学関係者。男っぽい言動で主人公をからかう。スポーツジムに通っており、途中で出会った主人公を有無を問わずにジムに強制連行する。マチュアルートで選択肢を誤ると、彼女のルートになる。
オロチルートでは、マチュアと共に主人公に説得され、ゲーニッツの計画から離反する。
神楽マキ
ちづるの双子の姉。今作では存命で、時々ちづるのふりをして主人公の前に現れる。